# Žiga Repas
Žiga Repas (* 29. Mai 2001) ist ein slowenischer Fußballspieler auf der Position eines Mittelfeldspielers. Seit der Saison 2018/19 steht der mehrfache slowenische Juniorennationalspieler beim NK Domžale mit Spielbetrieb in der höchsten slowenischen Fußballliga unter Vertrag, kommt aber auch noch regelmäßig im vereinseigenen Nachwuchs zum Einsatz.
Er ist der jüngere Bruder des seit Sommer 2017 beim französischen Klub SM Caen spielenden slowenischen Nationalspielers Jan Repas.

## Vereinskarriere
Žiga Repas wurde am 29. Mai 2001 geboren und begann noch im Kindesalter mit dem Fußballspielen. Spätestens im September 2008 wurde er beim NK Domžale als Nachwuchsfußballspieler angemeldet und durchlief dort in den nachfolgenden Jahren sämtliche Altersklassen. Bis zur Saison 2015/16 noch in der U-15-Mannschaft, für die er es in 19 Ligapartien auf acht -tore gebracht hatte, eingesetzt, schaffte er zur nachfolgenden Spielzeit 2016/17 den Sprung in die U-17-Mannschaft des Klubs, für die er in der 1. Slovenska Kadetska Liga in Erscheinung trat. Bei 20 Meisterschaftseinsätzen kam Repas einmal zum Torerfolg und war daraufhin auch in der Saison 2017/18 ein Stammspieler in dieser Mannschaft. So kam er in dieser Saison in 24 Ligapartien zum Einsatz und steuerte fünf Treffer bei. Zur nächsten Saison schaffte Repas den Sprung in den U-19-Kader des Klubs mit Spielbetrieb in der 1. Slovenska Mladinska Liga und konnte in der Saison 2018/19 16 – für ihn persönlich torlose – Ligaeinsätze verzeichnen. Hinzu kamen auch noch zwei Auftritte im Mladinska Pokal der Spielzeit 2018/19. Am Ende wurde die Mannschaft slowenischer U-19-Fußballmeister und verdrängte dabei den sonst so erfolgreichen Nachwuchs des NK Maribor. Im vorletzten Meisterschaftsspiel der Slovenska Nogometna Liga 2018/19 wurde er am 22. Mai 2019 in der 60. Spielminute für Mark Čeh, der an diesem Tag ebenfalls sein Profidebüt gab, von seinem Trainer Simon Rožman eingewechselt; das Spiel endete in einem 4:1-Auswärtssieg über den NK Triglav Kranj. Im Endklassement erreichte er mit der Mannschaft den dritten Tabellenplatz und qualifizierte sich dadurch für die erste Qualifikationsrunde zur UEFA Europa League 2019/20.
Gleich im Hinspiel der 1. Qualirunde kam Repas beim 4:3-Auswärtserfolg gegen den FC Balzan aus Malta ab der 77. Spielminute als Ersatz für Matej Podlogar zum Einsatz. Nur wenige Tage später trat er auch im ersten Ligaspiel gegen den NK Rudar Velenje als Ersatzspieler in Erscheinung. Für etwa einen Monat saß er regelmäßig auf der Ersatzbank der Profimannschaft und wurde auch immer wieder eingesetzt. Größtenteils kam er jedoch weiterhin in der von Darko Birjukov trainierten U-19-Mannschaft zum Einsatz. Ab Mitte August 2019 gehörte er daraufhin wieder ausschließlich der Mannschaft in der 1. Slovenska Mladinska Liga an und wurde, bis der Spielbetrieb aufgrund der COVID-19-Pandemie in Slowenien im März 2020 unterbrochen wurde, auch nicht mehr in den Profikader einberufen. Nachdem die Liga im Juni 2020 fortgesetzt worden war, wurde der junge Mittelfeldakteur in keinem weiteren Spiel mehr berücksichtigt und hatte es am Ende auf Einsätze in drei Ligaspielen, sowie zwei Europa-League-Spielen gebracht. Im letztgenannten Wettbewerb schied er mit der Mannschaft in der zweiten Qualifikationsrunde gegen den Malmö FF aus. Mit der U-19-Mannschaft des Vereins, dem amtierenden Meister, trat er im Herbst 2019 bei der UEFA Youth League 2019/20 an. Nach einem Weiterkommen in der ersten Runde gegen FC Viitorul Constanța aus Rumänien unterlag er in der nachfolgenden zweiten Runde mit seinem Team gegen den Nachwuchs des FC Porto, was zu einem frühzeitigen Ausscheiden aus dem Turnier führte. Insgesamt brachte er es in dieser Saison auf zwölf Ligaauftritte für das U-19-Team, wobei ihm drei Tore gelangen.
Nachdem auch zu Beginn der Saison 2020/21 Einsätze Repas’ ausblieben, wurde er Ende September 2020 bis zum Saisonende an den slowenischen Zweitligisten NK Dob verliehen. In der Druga Slovenska Nogometna Liga 2020/21 kam er bislang (Stand: 20. Februar 2021) in drei Meisterschaftsspielen zum Einsatz.

## Nationalmannschaftskarriere
Erste Erfahrungen in einer Nachwuchsnationalmannschaft des slowenischen Fußballverbandes sammelte Repas im Jahre 2017, als er am 19. September bei einer 2:4-Niederlage der slowenischen U-17-Junioren gegen die Alterskollegen aus Kroatien debütierte. Nach einem weiteren Länderspieleinsatz gegen Kroatien zwei Tage später trat er am 25. Oktober 2017 im dritten Spiel der ersten Qualifikationsrunde zur U-17-Europameisterschaft 2018 gegen Frankreich ebenfalls in Erscheinung. Als Zweitplatzierte hinter den Franzosen schafften die Slowenen daraufhin den Einzug in die nachfolgende Eliterunde der Qualifikation. In dieser wurde Repas daraufhin nicht eingesetzt, konnte aber in der Vorbereitung auf die Eliterunde zwischen Anfang Februar und Anfang März 2018 vier Freundschaftsspiele für die U-17-Auswahl seines Heimatlandes absolvieren. Danach nahm er im Mai 2018 mit den Slowenen, die sich als Erster der Gruppe 7 der Eliterunde für die EM-Endrunde in England qualifiziert hatte, an besagter Europameisterschaft teil. Hierbei trat er in der Gruppe B im ersten Spiel gegen Schweden, sowie im zweiten Spiel gegen Portugal in Erscheinung. Im letzten Gruppenspiel, als das vorzeitige Ausscheiden der Slowenen bereits feststand, bekamen andere Spieler den Vorzug.
Danach dauerte es fast ein ganzes Jahr, ehe Repas wieder für ein slowenisches Nationalteam berücksichtigt wurde. So kam er Ende April 2019 in zwei freundschaftlichen Länderspielen gegen die U-18-Nationalmannschaft von Montenegro in der slowenischen U-18-Auswahl zum Einsatz. Am 13. Juni 2019 kam noch ein weiteres Freundschaftsspiel gegen Serbien hinzu. Nur zwei Monate später debütierte der 18-jährige Mittelfeldakteur in der slowenischen U-19-Nationalauswahl, als er bei einer 2:4-Niederlage gegen Italien von Beginn an zum Einsatz kam und zur Halbzeit durch Miha Kancilija ersetzt wurde. Anfang September und Anfang Oktober folgten jeweils zwei weitere Freundschaftsspiele, wobei er unter anderem am 8. Oktober 2019 bei einem 4:3-Erfolg über Kroatien im Doppelpack ins gegnerische Tor traf. Abermals einen Monat später bestritt er mit den slowenischen U-19-Junioren die erste Qualifikationsrunde zur Europameisterschaft 2020, wobei er in den Partien gegen Schweden und Estland als Ersatzspieler zum Einsatz kam und sich mit seinem Heimatland für die Eliterunde der Qualifikation qualifizierte. Zwischen Anfang Februar und Anfang März 2020 bestritt er daraufhin die Vorbereitung auf die Eliterunde und trat dabei in drei Länderspiel gegen die Türkei (2×) und Österreich in Erscheinung. Die Eliterunde selbst, für die auch Repas vorgesehen war, fand jedoch aufgrund der COVID-19-Pandemie nicht wie geplant Ende März 2020 statt, sondern wurde auf unbestimmte Zeit verschoben.